# Искусственный геном
Искусственный геном — направление в биологических исследованиях, связанное с генетической модификацией существующих организмов с целью создания организмов с новыми свойствами. В отличие от генной инженерии, искусственный геном состоит из генов, синтезированных химическим путём.
Предполагается, что в перспективе могут быть созданы искусственные геномы не на основе ДНК или с использованием другого набора нуклеотидов и других принципов кодирования, чем в естественных геномах. Таким образом, создание искусственных геномов — одно из направлений синтетической биологии.
При этом следует понимать, что пока речь идет о синтезе генов с естественными генетическими кодами или их небольшими модификациями. Можно синтезировать искусственный ген, кодирующий любой наперед заданный полипептид, но при этом пока невозможно спроектировать принципиально новый полипептид так, чтобы он хотя бы свернулся в белковую глобулу, не говоря уже о том, чтобы получившийся белок начал функционировать как фермент.
В настоящее время высшим достижением в области создания искусственного генома является синтез хромосомы бактерии Mycoplasma mycoides, осуществлённый Крейгом Вентером в 2010 году.

## Искусственная хромосома Крейга Вентера (2010 год)
В 2010 году сотрудникам Института Крейга Вентера удалось искусственно синтезировать циклическую хромосому бактерии Mycoplasma mycoides размером 1 077 947 нуклеотидных пар. Хромосома была имплантирована в клетку бактерии Mycoplasma capricolum, после деления которой образовалась клетка, полностью управляемая искусственным геномом.
Этот искусственный геном ныне известен под кодовым обозначением JCVI-syn1.0. Он практически полностью повторяет геном одного из штаммов бактерии Mycoplasma mycoides, за исключением нескольких искусственно внедрённых генетических маркеров (англ. watermark, водяные знаки), нескольких удалённых в процессе синтеза незначимых генов и 19 мутаций, возникших в процессе сборки фрагментов ДНК. Клетки с искусственным геномом нормально функционируют и способны к многократным делениям.
В 2023 году опубликованы данные о том, что за две тысячи поколений они восстановили приспособляемость к внешним условиям, но не смогли увеличиться в размерах.

### Предыстория
Начало работам по искусственному геному положили работы Фредерика Сэнгера и его сотрудников, которым в 1977 году удалось установить полную нуклеотидную последовательность генома бактериофага φX174 длиной 5375 нуклеотидных пар. 18 лет спустя, в 1995 году, группа Крейга Вентера впервые секвенировала геном самовоспроизводящегося организма — бактерии Haemophilus influenzae длиной 1 830 137 пар.
За последние 25 лет (1985—2010 годы) скорость секвенирования генома увеличилась как минимум на 8 порядков. Лавинообразное увеличение количества организмов, геном которых был прочитан, породило проблему понимания биологической роли каждого гена в организме. До последнего времени было неясно, содержит ли геном полную информацию о строении организма, и будет ли жизнеспособен организм с химически синтезированным геномом. Другой вопрос, стоявший перед молекулярной биологией, заключался в том, являются ли геномы бактерий минимально необходимыми и каков минимальный набор генов, способный создать живую клетку.

### Минимальный геном
В 1996 году Аркадий Мушегян и Евгений Кунин (Национальный центр биотехнологической информации, США) предположили, что 256 ортологичных генов, общих для грамотрицательной бактерии Haemophilus influenzae и грамположительной Mycoplasma genitalium, являются хорошим приближением к минимальному набору генов бактериальной клетки.
В 2004 году группа исследователей из университета Валенсии (Испания) предложила набор из 206 кодирующих белки генов, полученный в результате анализа нескольких бактериальных геномов.
Учёные из группы Крейга Вентера занимались созданием организма с минимальным искусственно синтезированным геномом, начиная с 1995 года. В 1995 году они секвенировали геном возбудителя заболеваний мочеполовой системы человека Mycoplasma genitalium — минимальный среди известных к настоящему времени организмов, способных к самовоспроизведению. Этот микроорганизм содержит 517 генов, из которых 482 кодируют белки. Полный объём генома составляет 580 тыс. нуклеотидных пар. К 1999 году, анализируя расположение транспозонов в секвенированных геномах, удалось установить, что жизненно необходимыми для организма являются от 265 до 350 генов и более 100 генов имеют неизвестное назначение.
Дальнейшие исследования к 2005 году расширили список жизненно необходимых генов до 382.
В дальнейшем были обнаружены прокариотические геномы ещё меньшего размера, но все они принадлежат облигатным симбионтам — не способным к автономному существованию организмам.
В 2003 году был секвенирован геном Nanoarchaeum equitans размером 490 885 пар. Установлено также, что несеквенированный геном вида Buchnera имеет длину около 450 тыс. пар.
Наименьший из расшифрованных к настоящему моменту бактериальных геномов — геном внутриклеточного эндосимбионта листоблошек бактерии Carsonella, состоящий из 159 662 нуклеотидных пар и содержащий всего 182 гена, кодирующих белки. Этот геном был секвенирован японскими исследователями в 2006 году.

### Синтез геномаMycoplasma genitalium(2008 год)
Группой Крейга Вентера была разработана технология синтеза больших молекул ДНК на основе химически синтезированных фрагментов размером 5—7 тыс. пар, называемых кассетами (англ. cassette). Объединение фрагментов происходило частично in vitro при помощи соответствующих ферментов, частично путём рекомбинации in vivo в дрожжевой клетке Saccharomyces cerevisiae. Полный синтетический геном успешно клонировался как центромерная плазмида (YCp) в клетках дрожжей.
Предпринятая в 2008 году первая попытка создания искусственного генома заключалась в синтезе хромосомы Mycoplasma genitalium длиной 582 970 пар. Перекрывающиеся кассеты размером 5—7 тыс. пар, собранные из химически синтезированных полинуклеотидов, последовательно объединялись при помощи ферментов во фрагменты размером 24, 72 и 144 тыс. пар (1/24, 1/8 и 1/4 генома соответственно). Полная сборка генома из четырёх составляющих осуществлена рекомбинацией в клетке Saccharomyces cerevisiae. Секвенирование полученной хромосомы подтвердило точность синтеза. В качестве прототипа использовалась бактерия M. genitalium подвида G37 (образец MG408), патогенная активность которой была блокирована специальным маркером. Для идентификации искусственного генома в ДНК были внедрены нуклеотидные последовательности, называемые «водяными знаками» (англ. watermark).
Определённые трудности возникли при переносе синтетической хромосомы из клетки-донора (дрожжи) в клетку-реципиент. Отдельной проблемой было удаление из бактериальной клетки исходного генома для замены его синтетическим.
В дальнейших экспериментах от бактерий M. genitalium в качестве генетического прототипа пришлось отказаться из-за характерной для них чрезвычайно низкой скорости роста. В исследованиях, проведённых в 2010 году, в качестве прототипа использовался геном Mycoplasma mycoides подвида capri (GM12), а в качестве реципиента — Mycoplasma capricolum подвида capricolum (CK).
В целях отработки технологии переноса хромосом из клетки дрожжей в клетку-реципиент были разработаны методы клонирования целых хромосом в виде дрожжевых центромерных плазмид. В качестве объекта экспериментов использовалась естественная хромосома M. mycoides. Однако первые попытки переноса хромосомы M. mycoides в клетку M. сapricolum окончились неудачей. Как выяснилось, проблема состояла в системе рестрикции бактериальных клеток. Системы рестрикции M. mycoides и M. сapricolum одинаковы, в них ДНК метилирована, и при непосредственном переносе хромосомы из одной клетки в другую проблем не возникает.
ДНК, клонированная в дрожжах, не метилирована и при переносе в M. сapricolum подвергается уничтожению со стороны системы рестрикции. Во избежание этого донорская ДНК метилировалась очищенной метилазой или экстрактом из M. mycoides или M. сapricolum, либо система рестрикции клетки-реципиента просто разрушалась.

### Синтез геномаMycoplasma mycoides(2010 год)
Вторая попытка синтезировать бактериальный геном была предпринята в 2010 году. В качестве прототипа была выбрана хромосома бактерии Mycoplasma mycoides (подвид capri GM12) объёмом 1,08 млн нуклеотидных пар. Этот искусственный геном получил кодовое обозначение JCVI-syn1.0. Для работы были использованы два генома: CP001621 (база данных GenBank), секвенированный группой Дж. Гласса из Института Крейга Вентера в 2007 году, и трансгенный геном CP001668, секвенированный группой Кэрол Лартик в 2009 году. На базе образца CP001621 были синтезированы кассеты, использованные для дальнейшего синтеза. По окончании секвенирования образца CP001668 была произведена сверка, обнаружившая различия в 95 фрагментах. Различия, признанные биологически значимыми, были скорректированы в уже синтезированных кассетах. 19 различий, не влияющих на жизнедеятельность бактерии, оставлены без изменений. В четырёх областях генома, которые не являются жизненно важными, сформированы 4 метки WM1—WM4 длиной 1246, 1081, 1109 и 1222 пар соответственно. Полученная генная последовательность M. mycoides JCVI syn1.0 была занесена в базу GenBank под кодом CP002027.